# Clifton (condado de Grant, Wisconsin)
Clifton es un pueblo ubicado en el condado de Grant en el estado estadounidense de Wisconsin. En el Censo de 2010 tenía una población de 385 habitantes y una densidad poblacional de 4,16 personas por km².

## Geografía
Clifton se encuentra ubicado en las coordenadas 42°53′56″N 90°29′15″O / 42.89889, -90.48750. Según la Oficina del Censo de los Estados Unidos, Clifton tiene una superficie total de 92.59 km², de la cual 92.58 km² corresponden a tierra firme y (0.01%) 0.01 km² es agua.

## Demografía
Según el censo de 2010, había 385 personas residiendo en Clifton. La densidad de población era de 4,16 hab./km². De los 385 habitantes, Clifton estaba compuesto por el 100% blancos, el 0% eran afroamericanos, el 0% eran amerindios, el 0% eran asiáticos, el 0% eran isleños del Pacífico, el 0% eran de otras razas y el 0% pertenecían a dos o más razas. Del total de la población el 0% eran hispanos o latinos de cualquier raza.